# 拉莫特戈阿
拉莫特戈阿（法語：Lamothe-Goas）是法国热尔省的一个市镇，位于该省北部偏东，属于孔东区和热尔洛马涅市镇公共社区的一部分。该市镇总面积7.18平方公里，2015年时的人口为76人。

## 交通
热尔省省道D215线等经过拉莫特戈阿的镇中心。

## 人口
拉莫特戈阿人口变化图示